# Josephine Nordstrøm
Josephine Nordstrøm Skov Olsen (* 7. Mai 1998 in Køge, Dänemark) ist eine dänische Handballspielerin, die dem Kader der dänischen Beachhandballnationalmannschaft angehört.

## Karriere
Nordstrøm begann im Jahre 2007 das Handballspielen in ihrem Geburtsort beim HK Køge, von wo aus sie später zu Ajax København wechselte. Anschließend lief sie für FC Midtjylland Håndbold in der Jugendabteilung auf. Im Januar 2017 wechselte die Torhüterin zur Damenmannschaft von Viborg HK. Mit Viborg lief sie in der höchsten dänischen Spielklasse auf und nahm in den Spielzeiten 2017/18 und 2018/19 am EHF-Pokal teil. In der Saison 2020/21 stand sie beim schwedischen Erstligisten Skövde HF unter Vertrag. Anschließend schloss sie sich dem Ligakonkurrenten Skuru IK an. Mit Skuru gewann sie 2022 den schwedischen Pokal. Ab dem Saisonbeginn 2023/24 stand sie beim norwegischen Erstligisten Byåsen IL unter Vertrag. Im Februar 2024 verließ sie vorzeitig den Verein und schloss sich dem dänischen Erstligisten Bjerringbro FH an.
Nordstrøm gehörte dem Kader der dänischen Jugend- und Juniorinnennationalmannschaft an. Sie bestritt am 2. Juli 2019 ihr Debüt für die dänische Beachhandballnationalmannschaft. Bislang absolvierte sie 10 Länderspiele. Mit Dänemark gewann sie die Goldmedaille bei der Beachhandball Euro 2019.